# Snickeri

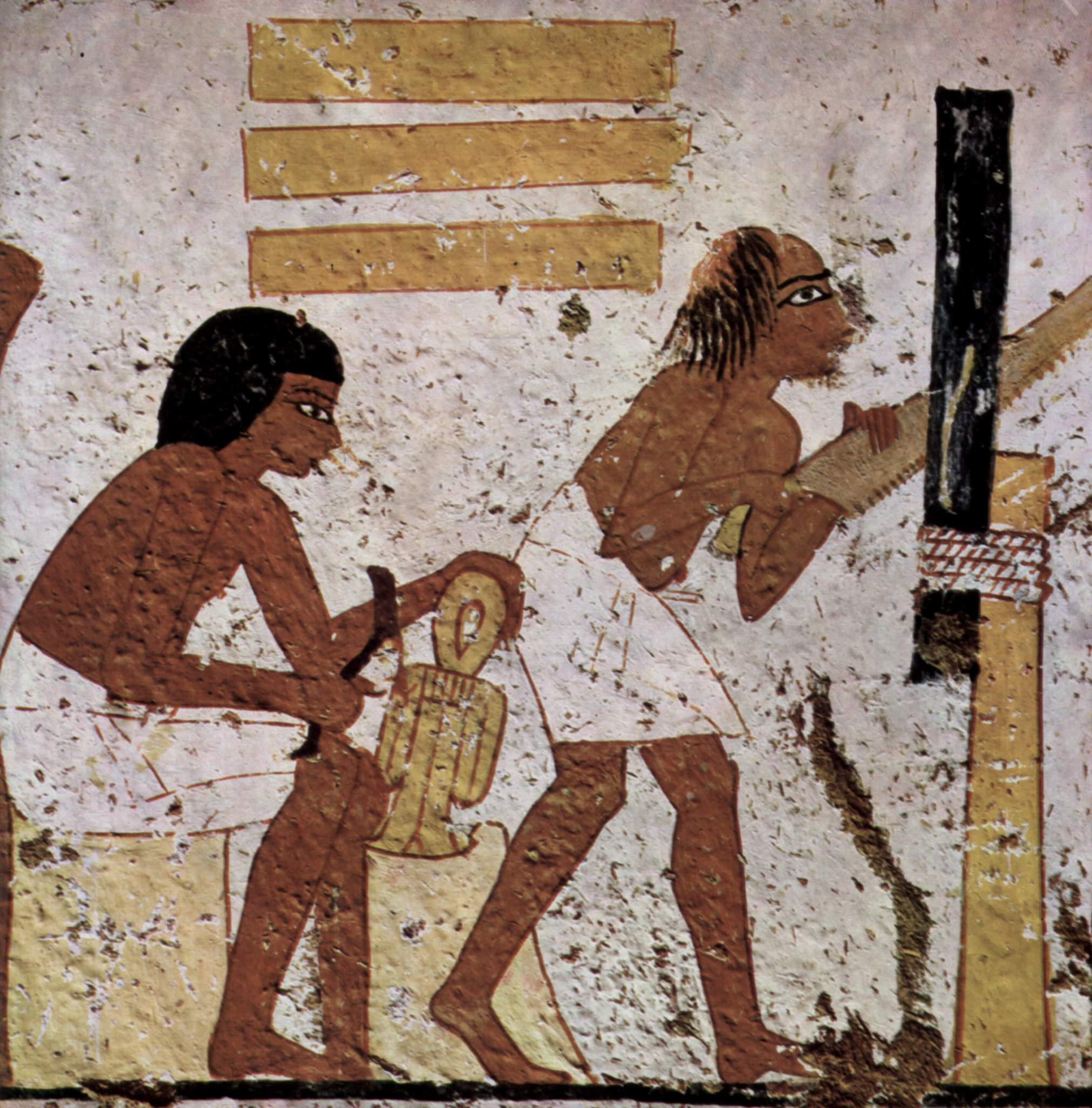
Snickare i det gamla Egypten.

Snickeri är snickarens hantverk, som går ut på att bearbeta och sammanfoga arbetsstycken av trä. Man skiljer därvid vanligen på byggnadssnickeri, det vill säga husbyggnation och annat grövre snickeri, och finsnickeri som innefattar bland annat möbel- och inredningssnickeri.

## Verktyg
För att bearbeta trä krävs det olika former av verktyg, de kan delas upp i handverktyg och eldrivna handmaskiner, respektive stationära eldrivna maskiner.

### Handhållna verktyg
- Olika handsågar finns för att klyva trämaterialet; Fogsvans för att kapa virke, Ryggsåg för finsnickeri och lister, Fanersåg till sågning av faner.
- Handhållna cirkelsågar används för att kapa arbetsstycken, och kan nyttjas för vissa sammanfogningsmetoder (exempelvis den s.k. "halvt-i-halvt"-fogen). Vid behov används någon sorts vinkelhake som improviserat anhåll för att sågen skall löpa rakt.
- Hyvlar används för att plana och rikta virket, d.v.s. att man hyvlar bort material ifrån ojämna, vridna, kupade, och/eller böjda arbetsstycken, tills man har åstadkommit en plan och slät yta. Dessa kan vara antingen "muskeldrivna", eller motoriserade. I det senare fallet sitter hyvelbladen monterade på en roterande kutter.
- Sänksåg är en typ av cirkelsåg som löper längs en skena, vilken lägges ovanpå arbetsstycket. Sänksågen kan därmed skapa mycket raka snitt eller spår.
- Handborr eller borrmaskin för håltagning, exempelvis då två arbetsstycken skall förberedas för sammanfogning m.h.a. träplugg. Även vid spikning eller skruvning är det brukligt att "förborra" för att minska risken för sprickbildning.
- Handöverfräsen är en handhållen maskin som används för att fräsa ut spår, dekorera kanter, m.m.
- Hammare (handverktyg) för spikning. Den används även för att knacka in träplugg.
- Skruvmejsel eller skruvdragare för åtdragning (och eventuellt lossning) av skruvar.
- Tvingar och limknektar till sammanpressning av arbetsstycken under limmets härdningstid.

### Bordsmonterade eller fristående maskinverktyg
- Bandsåg används för att klyva stockar, reglar, och plankor, men finare blad kan även möjliggöra figursågning.
- Plan-och-Rikthyvel är den stationära motsvarigheten till de handhållna hyvlarna. Istället för att föra maskinen mot arbetsstycket så förs arbetsstycket mot maskinen.
- Tjocklekshyvel används for att bestämma ett arbetsstyckes tjocklek genom att "kopiera" en redan planad och riktad yta på den motsatta sidan av arbetsstycket.
- Justersåg används för att justera virke, laminat och fanerskivor, m.m.
- fanerpress för att pressa faner på skivor.
- Fräsmaskin. Bordfräs med matarverk för större arbetsstycken. Kopierfräs för att kopiera från schabloner eller mallar.
- Dekupörsågen är i princip en motoriserad lövsåg. Till skillnad från bandsågen kan dekupörsågen även såga "inifrån och ut" genom att man lossar sågbladet och trär det igenom ett förborrat hål i arbetsstycket.
- Sammanfogning av arbetsstycken kan utföras på olika sätt.